# Album Comy (2011)
Piąty, niezatytułowany album studyjny polskiej grupy muzycznej Coma. W nawiązaniu do okładki płyty tytułowany jako Czerwony album. Wydawnictwo ukazało się 17 października 2011 roku nakładem wytwórni muzycznej Mystic Production. W ramach promocji do utworu „Na pół” został zrealizowany teledysk, który wyreżyserował Mateusz Winkiel.
Album zadebiutował na 5. miejscu zestawienia OLiS. Tydzień później znalazł się na szczycie zestawienia. Nagrania uzyskały certyfikat platynowej płyty.
8 lutego 2013 roku nakładem earMusic/Edel ukazała się anglojęzyczna wersja nagrań zatytułowana Don’t Set Your Dogs On Me.

## Lista utworów
Opracowano na podstawie materiału źródłowego.
1. „Białe krowy” – 3:12
2. „Na pół” – 2:22
3. „La mala educacion” – 3:03
4. „Angela” – 4:02
5. „Deszczowa piosenka” – 3:19
6. „Gwiazdozbiory” – 3:55
7. „0Rh+” – 7:23
8. „W chorym sadzie” – 5:12
9. „Woda leży pod powierzchnią” – 3:19
10. „Rudy” – 6:59
11. „Los cebula i krokodyle łzy” – 5:14
12. „Jutro” – 5:12

## Twórcy
Opracowano na podstawie materiału źródłowego.

- Piotr Rogucki – wokal prowadzący, wokal wspierający
- Dominik Witczak – gitara rytmiczna, gitara prowadząca, wokal wspierający
- Marcin Kobza – gitara rytmiczna, gitara prowadząca, wokal wspierający
- Rafał Matuszak – gitara basowa, wokal wspierający, opracowanie graficzne
- Adam Marszałkowski – perkusja, wokal wspierający
- Artur Czarnecki – wokal wspierający
- Tomasz Zalewski – produkcja muzyczna
- Albert Pabijanek – zdjęcia